# José Maria Pereira Coutinho
José Maria Pereira Coutinho ComM (em chinês: 高天賜; Macau, 22 de Julho de 1957 - ) é um jurista e político macaense, de nacionalidade portuguesa e natural de Macau, China. Actualmente é deputado à Assembleia Legislativa de Macau eleito por sufrágio directo (2005-presente) e Presidente da Direcção da Associação dos Trabalhadores da Função Pública de Macau (1998-presente). Entre 2003 e 2021, foi Conselheiro das Comunidades Portuguesas.

## Biografia
José Maria Pereira Coutinho nasceu em Macau, em 22 de Julho de 1957, sendo filho de Basílio Câncio Coutinho, um chefe de polícia, e de Maria Ida Lourdinha Julieta Pereira Coutinho, uma dona de casa. Os seus pais nasceram ambos no então território português de Goa, sendo goeses católicos.
Ele licenciou-se em Direito pela Universidade de Macau, no curso de 1990, que é o terceiro curso da Faculdade de Direito da Universidade de Macau. Tornou-se funcionário público dos Quadros da Direcção dos Serviços da Economia (DSE), tendo exercido o cargo de Chefe do Departamento da Propriedade Intelectual (1999-2001). Também foi Secretário-Geral do Centro de Arbitragem Voluntários do WTC de Macau. Desde 1998, é o Presidente da Direcção da Associação dos Trabalhadores da Função Pública de Macau (ATFPM), que é a maior organização de defesa dos interesses dos funcionários públicos de Macau.
É fluente em português e domina inglês, cantonês e mandarim.

### Conselho das Comunidades Portuguesas
Em 2003, Pereira Coutinho apresentou uma lista para concorrer às eleições para o Conselho das Comunidades Portuguesas pelo círculo eleitoral de China/Japão/Tailândia. A sua lista ganhou estas eleições, derrotando as outras 3 listas lideradas por Fernando Gomes, Nuno Lima Bastos e Carlos Morais José. Logo, a sua lista obteve os 3 lugares em disputa e os eleitos foram José Maria Pereira Coutinho, Mário Gabriel e José Silveira Machado.
Em 2008, Pereira Coutinho voltou a ganhar as eleições para o Conselho das Comunidades Portuguesas e a sua lista, que é a única a concorrer pelo círculo eleitoral de China/Japão/Tailândia, conseguiu assim obter os 3 lugares em disputa, sendo os eleitos José Maria Pereira Coutinho, Armando de Jesus e Fernando Gomes. Durante o seu mandato (2008-2015), Fernando Gomes foi também presidente do Conselho Permanente do Conselho das Comunidades Portuguesas.
Em 2015, Pereira Coutinho voltou a ganhar as eleições para o Conselho das Comunidades Portuguesas e a sua lista, que é a única a concorrer pelo círculo eleitoral de China/Macau/Hong-Kong, conseguiu assim obter os 3 lugares em disputa, sendo os eleitos José Maria Pereira Coutinho, Rita Botelho dos Santos e Armando de Jesus. A sua lista obteve 2158 votos, num total de 2320 votos contabilizados neste círculo eleitoral.
Em 2021, Pereira Coutinho renunciou ao cargo de Conselheiro das Comunidades Portuguesas. Gilberto Camacho, que era suplente da lista de 2015, substituiu-o no cargo.

### Assembleia Legislativa de Macau
José Pereira Coutinho concorreu às eleições legislativas de 2001 pela lista "Nova Esperança" (NE), que foi fundada pelo próprio. Nestas eleições, a sua lista, por sufrágio directo, conseguiu apenas 4551 votos (5,62%), não conseguindo assim eleger nenhum deputado à Assembleia Legislativa de Macau (AL). Nesta sua primeira estreia eleitoral, Pereira Coutinho esteve a pouco mais de 400 votos de ser eleito.
Nas eleições legislativas em Macau em 2005, ele voltou a concorrer pela lista "Nova Esperança" (NE). Nestas eleições, a sua lista, por sufrágio directo, conseguiu 9974 votos (7,99%), assegurando-lhe a eleição para deputado. Sendo deputado, ele deixou de ser funcionário público.
Nas eleições legislativas em Macau em 2009, ele voltou a concorrer pela lista "Nova Esperança" (NE). Nestas eleições, por sufrágio directo, a sua lista conseguiu 12908 votos (9,10%), assegurando-lhe novamente o lugar de deputado. Mas, falhou a eleição de um segundo deputado através da sua lista. Nestas eleições, a "Nova Esperança" subiu a votação em cerca de 30%. Apesar dos principais membros desta lista serem macaenses (ou luso-descendentes), esta associação tem também membros chineses e a sua base de apoio ultrapassa a comunidade lusófona, centrando-se mais no grande número de funcionários públicos em Macau.
Nas eleições legislativas em Macau em 2013, Pereira Coutinho voltou a ser o cabeça de lista da "Nova Esperança" (NE), que conseguiu 13130 votos (8,96%) e, pela primeira vez, isto significou a atribuição de dois mandatos à sua lista. Logo, Pereira Coutinho e o seu colega Leong Veng Chai foram eleitos deputados à Assembleia Legislativa, por sufrágio directo. Pela primeira vez, a "Nova Esperança" passou a ser uma força política com dois deputados no parlamento local.
Nas eleições legislativas em Macau em 2017, Pereira Coutinho voltou a ser o cabeça de lista da "Nova Esperança" (NE), que conseguiu 14386 votos (8.33%), assegurando-lhe novamente o lugar de deputado. Porém, a lista não conseguiu re-eleger Leong Veng Chai.
Nas eleições legislativas de 2021, Pereira Coutinho voltou a ser o cabeça de lista da "Nova Esperança" (NE), que conquistou 18 232 votos populares (13.80% do total), e dois dos catorze assentos a serem eleitos por sufrágio directo, a serem ocupados por José Maria Pereira Coutinho e Che Sai Wang.
Actualmente, Pereira Coutinho é o único deputado português e macaense (ou luso-descendente) eleito à Assembleia Legislativa por sufrágio directo. No hemiciclo, algumas das suas intervenções são em língua portuguesa. Actualmente, Pereira Coutinho é um dos mais incómodos e mediáticos deputados, tendo levantado algumas questões sensíveis. Existem vozes críticas ao seu estilo frontal, acusando-o de ser demagogo e populista. Este estilo frontal de oposição revelou-se, como por exemplo, nas eleições por sufrágio indirecto para o Chefe do Executivo de Macau, em 2009. Nestas eleições, ele foi o único de entre os 300 membros/eleitores da Comissão Eleitoral que não votou, porque o boletim de voto não previa o voto contra Fernando Chui Sai-on, o único candidato para estas eleições, não sendo o candidato preferido dele.
Em consonância com as posições da Associação dos Trabalhadores da Função Pública de Macau (ATFPM), as principais propostas e políticas defendidas por Pereira Coutinho na Assembleia Legislativa, no ano de 2010, são basicamente as seguintes:
- a melhoria e o aumento dos salários, condições de vida, direitos e subsídios dos funcionários públicos e do pessoal de segurança pública;
- a uniformização dos contratos de trabalho na Função Pública;
- a reabilitação do regime de pensões para o pessoal dos Quadros da Função Pública;
- aumento da frequência na auscultação das associações;
- a responsabilização dos titulares dos principais cargos do Governo;
- a implementação do regime de previdência obrigatório;
- a utilização do português na Administração Pública;
- a alteração das leis eleitorais, com o objectivo de aumentar o número de deputados eleitos por sufrágio directo;
- a implementação da legislação da lei sindical e negociação colectiva.

Para além das reivindicações relacionadas com o bem-estar dos funcionários públicos, a lei sindical e a negociação colectiva são as outras duas reivindicações principais de Coutinho. Inclusivamente, em 2007 e em 2009, ele apresentou dois projectos de lei para regulamentar o direito fundamental de associação sindical, defendido pelo artigo 27.º da Lei Básica de Macau e pela Convenção n.º 87 da Organização Internacional do Trabalho (OIT), que Macau subscreveu. Mas, nestas duas tentativas, o seu projecto de lei foi chumbado na Assembleia Legislativa, por um hemiciclo constituído maioritariamente por deputados pró-empresariais.
A 9 de Maio de 2014 foi feito Comendador da Ordem do Mérito pelo Presidente da República Portuguesa.